# Please Don't Let Me Go
Please Don't Let Me Go è il singolo di debutto del cantautore pop britannico Olly Murs, pubblicato il 29 agosto 2010 dall'etichetta discografica Epic.
Il brano è stato scritto da Murs insieme a Steve Robson e Claude Kelly e prodotto da Robson insieme a Future Cut e anticipa la pubblicazione del disco di debutto del cantante.
Il singolo ha riscosso immediatamente un ottimo successo discografico, debuttando al vertice della classifica britannica e al quinto posto di quella irlandese. Anche la b-side This One's for the Girls, scritta da Murs insieme a James Bryan, George Astasio, Jason Pebworth e Jon Shave, è entrata nella classifica britannica dei brani più scaricati.

## Tracce
1. Please Don't Let Me Go – 3:30
2. This One's for the Girls – 3:19

## Classifiche
| Classifica (2010) | Posizione massima |
| ----------------- | ----------------- |
| Regno Unito       | 1                 |
| Irlanda           | 5                 |